# The Other Side of Abbey Road
The Other Side of Abbey Road es un álbum de estudio del guitarrista de jazz nortemericano George Benson, en el que toca canciones del álbum de Los Beatles de 1969 Abbey Road. Este fue el tercero y último álbum de Benson para A&M Records. Cuenta con arreglos de Don Sebesky que varían desde cuerdas barrocas hasta el sonido de una big band, e incluyen notables solos de Freddie Hubbard, Sonny Fortune y Hubert Laws.

## Antecedentes
Apenas 26 días después del lanzamiento en Estados Unidos de Abbey Road, el último álbum de estudio de los Beatles, Creed Taylor metió a George Benson en el estudio de Rudy Van Gelder. Juntos, iniciaron un proyecto para crear una fusión pop-jazz del exitoso disco original.
Este sería el último álbum en el que Benson cantaría. Su voz no se escucharía de nuevo en sus grabaciones hasta 1976, cuando firmó con Warner Bros y lanzó su exitoso álbum Breezin'.  Los seis trabajos discográficos de Benson a partir de 1971 serían para CTI Records, el sello de Creed Taylor. Benson confiaba plenamente en Taylor como productor, aunque en una entrevista de 2014, confesó que a Taylor no le agradaba su voz.

## Recepción y críticas
En la reseña de S. Victor Aaron, se destaca que The Other Side of Abbey Road, si bien no es considerado el mejor álbum de George Benson, representa un experimento fascinante. A pesar de ciertos defectos, el disco se salva gracias a la inigualable forma de tocar la guitarra de Benson.
Para Richard S. Ginell de Allmusic, este es un álbum lírico que captura el misterio y la cohesión del original de los Beatles, a pesar del orden alterado de las canciones. George Benson luce su talento con la guitarra, incluyendo ritmos de blues, y presenta su voz melosa más prominentemente que en trabajos anteriores.
La revista digital All About Jazz dedicó dos reseñas a The Other Side of Abbey Road. En la primera, publicada en 2003, John Ballon describió el álbum como "increíblemente sólido y uniforme", destacando los grandes solos de Benson. Ballon consideró que Creed Taylor alcanzó su mejor momento con este disco, sentando las bases para la clásica fórmula de su sello CTI: versiones pop de los puestos destacados en las listas, músicos de primera categoría, arreglos ajustados, cuerdas atmosféricas de Don Sebesky y una soberbia calidad de sonido de Rudy Van Gelder. Según Ballon, todos estos elementos ganadores se unen en el álbum, convirtiéndolo en el más "evocador, melódico, complejo y funky de los discos 'buenos' de George Benson que vale la pena tener".
En una segunda revisión de 2005, Trevor MacLaren afirmó que "Este disco es una de las incursiones más interesantes de un artista de jazz en la música pop". MacLaren reconoció el carácter aventurero de Benson al rendir homenaje a The Beatles y a su obra Abbey Road, señalando que representó un experimento que pocos músicos de jazz habrían podido llevar a cabo con tanta soltura.

## Portada
La fotografía de la portada del LP original de 1970 fue realizada por Eric Meola.    En aquella época, este fotógrafo neoyorquino trabajaba como jefe del estudio fotográfico de su mentor Pete Turner, cuyas imágenes ilustraron las portadas de cientos de álbumes de jazz, muchos de los cuales fueron producidos por Creed Taylor. En 1975, Eric Meola realizó una de las fotografías más icónicas de la historia del rock: la de la portada del álbum Born to Run de Bruce Springsteen.
La imagen que cubre la portada y la contraportada de The Other Side of Abbey Road es una parodia de la famosa portada del álbum de Los Beatles, en la que aparece Benson cruzando la calle 53, en el Midtown East, Nueva York. En la fotografía puede verse a Benson llevando bajo su brazo una guitarra archtop Guild X-175 Manhattan de 1962, en su acabado 'Antique Sunburst' de 3 tonos, un modelo del fabricante de Nueva Jersey que se fabricó de 1954 a 1984, muy apreciado por los guitarristas de jazz y también de rock.

## Lista de temas
Todos los temas compuestos por Lennon-McCartney, excepto «Something» y «Here Comes the Sun» de George Harrison, y «Octopus's Garden» de Ringo Starr.
| #  | Título                                             | Duración |
| -- | -------------------------------------------------- | -------- |
| 1. | "Golden Slumbers / You Never Give Me Your Money"   | 4:46     |
| 2. | "Because / Come Together"                          | 7:24     |
| 3. | "Oh! Darling"                                      | 3:59     |
| 4. | "Here Comes the Sun / I Want You (She's So Heavy)" | 8:59     |
| 5. | "Something / Octopus's Garden / The End"           | 6:20     |

## Créditos
- George Benson – guitarra, voz
- Bob James,  Herbie Hancock, Ernie Hayes - piano, órgano, clavecín
- Ron Carter, Gerry Jemmott – bajo eléctrico
- Idris Muhammad, Ed Shaughnessy – batería
- Ray Barretto, Andy Gonzalez – percusión
- Phil Bodner – flauta, oboe
- Hubert Laws – flauta
- Wayne Andre – trombón, bombardino
- Don Ashworth – saxofón barítono, clarinete bajo
- Sonny Fortune – saxofón alto
- Jerome Richardson – saxofón tenor, clarinete, flauta
- Freddie Hubbard – trompeta
- Mel Davis, Bernie Glow, Marvin Stamm – trompeta, fliscorno
- George Ricci – cello
- Emanuel Vardi – viola
- Raoul Poliakin, Max Pollikoff – violín
- Don Sebesky – arreglista

## Producción
- Creed Taylor - productor
- Rudy Van Gelder - ingeniero de sonido
- Eric Meola - fotografía
- Sam Antupit - diseño del álbum